# کیووا گوردون
کیووا گوردون (انگلیسی: Kiowa Gordon؛ زادهٔ ۲۵ مارس ۱۹۹۰) یک هنرپیشه اهل ایالات متحده آمریکا است.
از فیلم‌ها یا برنامه‌های تلویزیونی که وی در آن نقش داشته است می‌توان به گرگ و میش: سپیده‌دم - قسمت دوم، قلعه در زمین و جاده سرخ اشاره کرد.